# Estadio Armando Maestre Pavajeau
Das Estadio Armando Maestre Pavajeau ist ein Fußballstadion in der kolumbianischen Stadt Valledupar, Departamento del Cesar, im Nordosten des Landes. Es bietet Platz für 11.000 Zuschauer und dient seit 2004 dem kolumbianischen Zweitligisten Valledupar FC als Heimspielstätte.

## Geschichte
Das Estadio Armando Maestre Pavajeau wurde 1956 erbaut.
Von 2014 bis 2016 wurde das Stadion in einer ersten Bauphase renoviert und unter Anwesenheit vom kolumbianischen Präsidenten Juan Manuel Santos und dem Gouverneur vom Departamento del Cesar, Franco Ovalle, eröffnet. Es gab Kritik, dass die Fertigstellung nicht wie geplant zur Eröffnung erfolgte und die Bauarbeiten auch im Anschluss daran nicht zu einem Abschluss kamen. Der Zustand des Stadiums wird als unvollständig bezeichnet.
Neben dem Estadio Municipal de Montería war das Stadion in Valledupar Spielort der U-15-Fußball-Südamerikameisterschaft 2015. Neben den Partien der Gruppe A fanden die Halbfinalspiele, das Spiel um den 3. Platz und das Finale im Estadio Armando Maestre Pavajeau statt.
Während der Renovierung des Stadions trug der Valledupar FC in der zweiten Halbserie 2014 seine Heimspiele im Estadio Federico Serrano Soto in Riohacha und 2015 im Baseball-Stadion Erasmo Camacho Calamar in Valledupar aus. Zur Spielzeit 2016 kehrte der Verein in sein noch nicht komplett fertiggestelltes angestammtes Heimstadion zurück.